# Le Voyage de monsieur Perrichon
Pour les articles homonymes, voir Le Voyage de monsieur Perrichon (homonymie).
Le Voyage de monsieur Perrichon est une comédie en quatre actes d'Eugène Labiche et Édouard Martin, représentée pour la première fois le 10 septembre 1860 au théâtre du Gymnase, à Paris.

## Résumé
L’histoire débute à Paris, gare de Lyon, en 1860. M. Perrichon, sa femme et sa fille, prennent le train pour la première fois, pour aller en vacances à Chamonix. À la gare, ils sont abordés par deux jeunes hommes, Armand Desroches et Daniel Savary, charmés par la fille de M. Perrichon, qui les avait rencontrés à un bal, dans le 8e arrondissement de Paris.
Une lutte loyale mais acharnée commence entre les deux jeunes hommes, chacun voulant faire route avec la famille Perrichon pour gagner sa confiance et son affection, et la main d'Henriette.
Armand Desroches sauve la vie de monsieur Perrichon tombé de cheval, et en est chaleureusement félicité par la famille, mais l'évocation de l'épisode semble gêner le beau-père en puissance. Voyant cela, Daniel Savary a une idée : il fait semblant de tomber dans une grotte et se fait sauver par M. Perrichon qui, fier de lui, le prend désormais en affection et sous sa protection.
M. Perrichon se retrouve aussi dans une situation dangereuse lorsqu'il répond de façon insultante, par livre d'or interposé, à un ancien officier ayant ironisé sur son orthographe. Ce militaire le retrouve douze jours plus tard, pour le défier en duel. Grâce au premier des deux gendres en puissance, ce duel sera évité, mais avec un résultat inattendu.
Le second prétendant se trouve donc en position de vainqueur et explique au premier la liste de ses erreurs : M. Perrichon n'est pas un esprit supérieur, et sa réaction mesquine était donc prévisible. Il ignore que celui-ci entend toute leur conversation et, détrompé, va changer d'avis en conséquence.

## Commentaires
Labiche disait : « Cet animal (le bourgeois) offre des ressources sans nombre à qui sait les voir, il est inépuisable. »

## Distribution
| Acteurs et actrices ayant créé les rôles |               |
| Personnage                               |               |
| M. Perrichon                             | M. Geoffroy   |
| Le commandant Mathieu                    | Derval        |
| Majorin                                  | M. Blaisot    |
| Armand Desroches                         | Dieudonné     |
| Daniel Savary                            | Landrol       |
| Joseph, domestique du commandant         | Leménil       |
| Jean, domestique de Perrichon            | M. Francisque |
| Mme Perrichon                            | Mme Mélanie   |
| Henriette, sa fille                      | Mlle Albrecht |
| Un aubergiste                            | M. Blondel    |
| Un guide                                 | M. Amédée     |
| Un employé de chemin de fer              | M. Louis      |

## Adaptations cinématographiques
- Le Voyage de Monsieur Perrichon, film français de Jean Tarride, 1934 ;
- Le Voyage de monsieur Perrichon (Il viaggio del signor Perrichon), film italien de Paolo Moffa, 1943 ;
- Le Voyage de monsieur Perrichon (ru) (Путешествие мсье Перришона), film musical russe de Margarita Michaelen (ru), 1986[2] ;

## Adaptation télévisuelle
- Le Voyage de Monsieur Perrichon, téléfilm français d'Éric Lavaine, 2014.

## Captation
- Le Voyage de monsieur Perrichon (1982), réalisée par Pierre Badel avec la troupe de la Comédie Française sur une mise en scène de Jean Le Poulain
  - Le commandant Mathieu	 : Georges Descrières
  - Mme Perrichon : 	Yvonne Gaudeau
  - Majorin : Michel Aumont
  - Daniel Savary : Michel Duchaussoy
  - L'aubergiste et le jardinier : Jacques Destoop
  - Monsieur Perrichon : Jean Le Poulain
  - L'employé du chemin de fer : Marco-Behar
  - Joseph, domestique du commandant	: Georges Riquier
  - Jean, domestique de Perrichon	 : Guy Michel
  - Henriette, la fille des Perrichon : Marcelline Collard
  - Armand Desroches	 : Jean-Philippe Puymartin